# پاچونی
پاچونی (به مجاری:  Pácsony) یک شهرداری در مجارستان است که در واش واقع شده‌است. پاچونی ۱۰٫۰۱ کیلومتر مربع مساحت و ۲۷۶ نفر جمعیت دارد.